# Mein bester Freund (2006)
Mein bester Freund (Originaltitel: Mon meilleur ami) ist ein französischer Spielfilm aus dem Jahr 2006 über einen geschäftsorientierten Menschen ohne Freunde, der sich aufgrund einer Wette Gedanken machen muss, wie man Freunde gewinnen kann. Da er einfach nicht verstehen will, dass Geld eine Freundschaft eher belastet, hat er Probleme, Freunde zu finden. Die Musik zum Film stammt von L’Attirail.

## Handlung
François Coste ist ein Antiquitätenhändler, der sich nur auf seine Arbeit konzentriert und deshalb sein Privatleben komplett vernachlässigt. Als er zusammen mit seiner Partnerin Catherine auf einer Auktion ist und aus einer Laune heraus eine antike Vase ersteigert, führt der enorme Kaufpreis, der von beiden getragen werden muss, beim anschließenden Geschäftsessen mit Bekannten zu einem Streit. Catherine weist François darauf hin, dass wohl niemand auf seine Beerdigung kommen werde, da er absolut keine Freunde habe. François streitet die Anschuldigung ab und schlägt eine Wette vor. Wenn er ihr innerhalb von zehn Tagen seinen besten Freund vorstellt, würde ihm die Vase allein gehören, andernfalls ihr.
François besucht in den Tagen darauf seine Bekannten und Geschäftspartner, doch jeder streitet ab, sein Freund zu sein, da jeder ihre Beziehung auf rein geschäftlicher Basis sieht. Sogar zu seiner Tochter Louise hat er ein angespanntes Verhältnis. Als François bei seiner Suche mehrmals auf den äußerst aufgeschlossenen Taxifahrer Bruno trifft, der mit Menschen schnell ins Gespräch kommt und davon träumt, einmal an einer Quizsendung teilzunehmen, bittet François ihn, ihm zu zeigen, wie man Freunde findet. Er mietet das Taxi für den Rest des Tages und lässt sich anweisen, die Menschen anzusprechen. Er merkt allerdings nie, dass er durch seine Prahlerei mit seinem Geld die Leute eher abschreckt. François kommt der Gedanke, dass vielleicht Bruno sein Freund werden könnte. Sie besuchen gemeinsam ein Fußballspiel und unternehmen etwas zusammen. Er fragt Catherine, wie denn ein Freundschaftsbeweis auszusehen hätte. Als sie antwortet, dass ein Freund für jemanden ein großes Risiko eingehen würde, inszeniert François einen Versicherungsbetrug. Er bittet Bruno, bei ihm einzubrechen und die mittlerweile gelieferte Vase zu stehlen, um die Versicherungssumme zu erhalten. Bruno gibt schließlich klein bei und tut wie ihm geheißen. Als er am Werk ist, macht François das Licht in der Galerie an und präsentiert Catherine und den anderen Zeugen der Wette seinen Freund Bruno. Er weist darauf hin, dass er die Wette gewonnen habe, da Bruno ein solches Risiko für ihn eingegangen sei. Bruno merkt, dass François ihn nur benutzt hat und bricht in Tränen aus, da er gehofft hatte, endlich auch einmal einen wahren Freund gefunden zu haben. Vor lauter Wut zerschlägt Bruno die kostbare Vase. Catherine offenbart François, dass ihr die Wette von Anfang an egal war, da sie wusste, dass François keine Freunde habe. Später sagt Catherine ihm, dass die von Bruno zerstörte Vase nur ein Imitat war, da das Original noch nicht geliefert werden konnte.
Um seinen Fehler wiedergutzumachen, schlägt François seinem Konkurrenten Delamotte, den er bei der Auktion um die Vase überboten hatte und der hinterher bereit war, ihm einen Blankoscheck für die Vase auszustellen, vor, die Vase zum ursprünglichen Kaufpreis zu bekommen, wenn er ihm einen Gefallen täte. Delamotte ist Produzent der Serie Wer wird Millionär? und soll Bruno auf dem Kandidatensitz Platz nehmen lassen. Bruno hat ein hervorragendes Allgemeinwissen, wurde aber bislang wegen seiner Nervosität bei jedem Casting abgewiesen. Nun kommt die überraschende Einladung. Er verliert jedoch den Mut und muss von seinen Eltern gezwungen werden, an der Sendung teilzunehmen. Als ihm die Fragen gestellt werden, kennt er alle Antworten und braucht bis zur Millionenfrage keinen Joker. Erst dort kommt er ins Stocken und weiß keinen Rat mehr. Er lässt zwei Antworten wegfallen, genau die, die er ohnehin ausgeschlossen hatte. Auch das Publikum ist im Zuge des zweiten Jokers geteilter Meinung, also ist Bruno gezwungen seinen Telefonjoker anzurufen. Die Frage behandelt das Thema Kunst, und da er meint, niemand seiner Joker kenne sich damit aus, will er die Frage nicht beantworten und mit dem bisher erspielten Geld gehen. Der Moderator (gespielt von Jean-Pierre Foucault, dem realen Quizmaster der französischen Variante von Wer wird Millionär?) lässt ihn nicht gehen und will, dass er es wenigstens versucht, anstatt den Joker unbenutzt zu lassen. Bruno sagt, dass er François anrufen will. Anschließend sprechen sich die beiden über die Telefonleitung der Sendung aus. Der Dialog ist so faszinierend, dass der Regisseur der Sendung es nicht wagt, die 30 Sekunden der Uhr anzuschalten. François gibt ihm endlich die richtige Antwort, Bruno gewinnt eine Million Euro. Ein Jahr später, an François’ Geburtstag, treffen sich die beiden in einem Restaurant wieder. Bruno arbeitet wieder als Taxifahrer, und beide kommen ins Gespräch. François bittet ihn, an seinem Tisch Platz zu nehmen, und die beiden schließen Freundschaft.

## Kritiken
„Melancholische Komödie mit Tiefgang und voller Überraschungen, geprägt von zwei hervorragenden Hauptdarstellern“, befand das Lexikon des internationalen Films.

## Auszeichnungen
Der Film war 2007 für den David di Donatello in der Kategorie „Bester europäischer Film“ nominiert, konnte diesen aber nicht gewinnen.